# Serinus canaria
Il canarino (Serinus canaria (Linnaeus, 1758)) è un uccello passeriforme della famiglia dei Fringillidi.
Allevata da tempo per il bel canto, il colore vivace e l'indole allegra, la specie è stata addomesticata da oltre cinquecento anni, e la sua forma domestica, il canarino domestico, è ancora un animale da compagnia molto diffuso ed apprezzato.
Il canarino rappresenta la mascotte animale delle Isole Canarie.

## Etimologia
Il nome scientifico della specie, Canaria, deriva dalle isole Canarie, dove il canarino è endemico: il nome comune della specie altro non è che la traduzione di quello scientifico.

## Descrizione

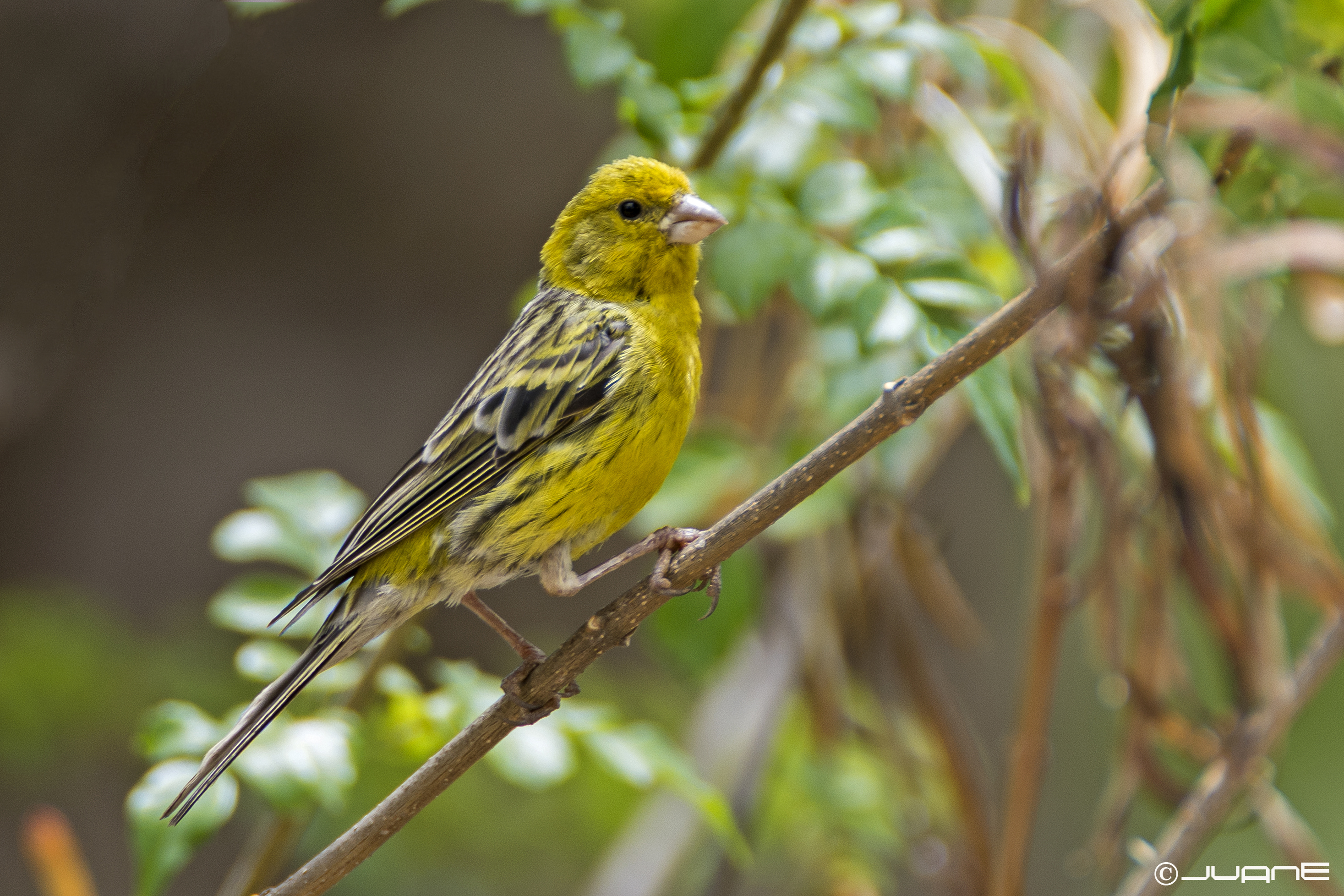
Maschio a Gran Canaria.

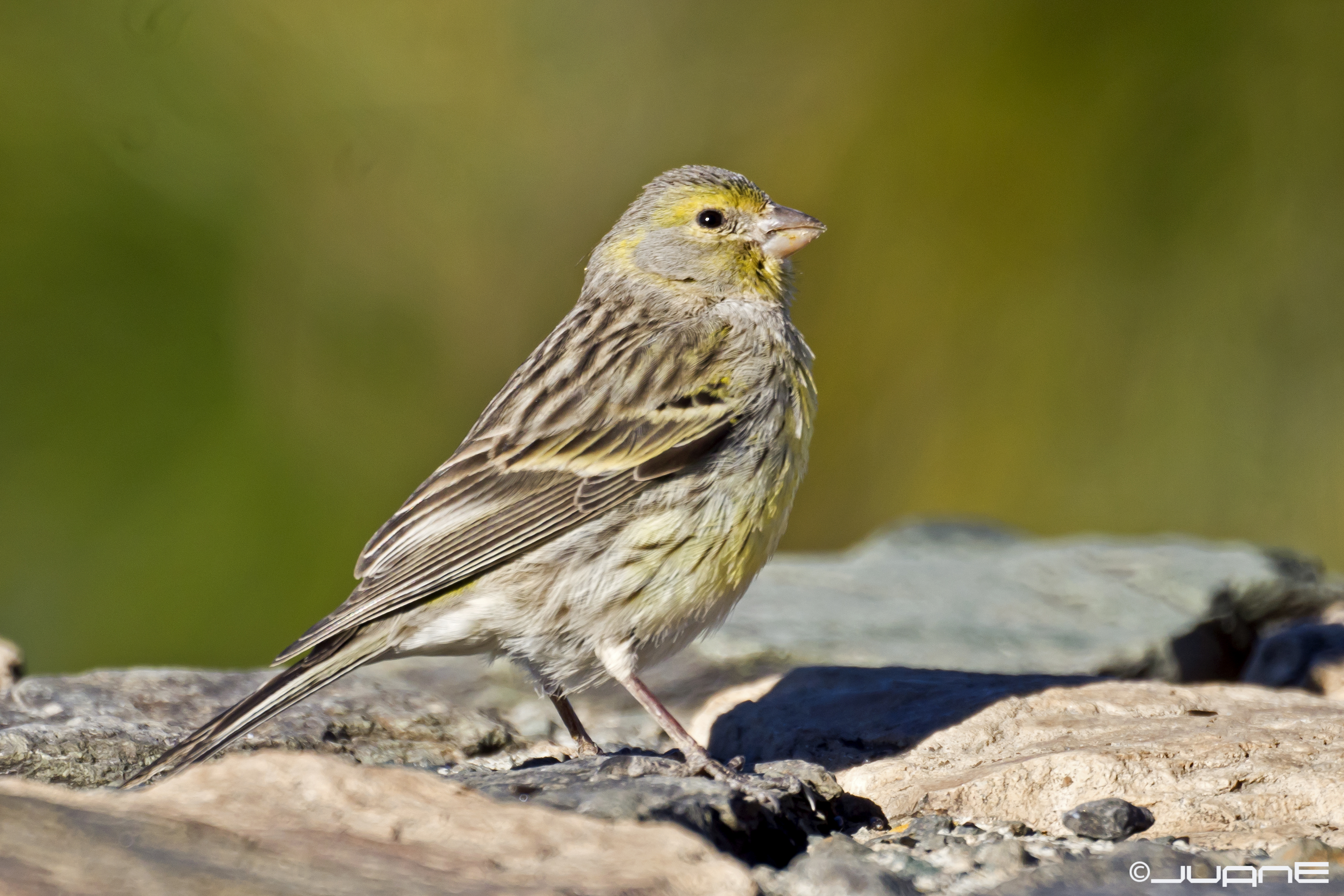
Femmina al suolo.

### Dimensioni
Il canarino selvatico misura circa 12-13,5 cm di lunghezza, per un'apertura alare di 20 cm circa ed un peso di 15-20 grammi.

### Aspetto
Si tratta di uccelletti dall'aspetto massiccio ma slanciato, muniti di testa rotonda con collo corto, corto becco conico, ali appuntite e coda dalla punta lievemente forcuta. Nel complesso, questi animali somigliano molto ai congeneri e affini verzellini, rispetto ai quali sono tuttavia di taglia maggiore, oltre a presentare ali in proporzione più corte rispetto al corpo e una maggiore presenza di toni di colore grigio-bruno nel piumaggio.
Il piumaggio presenta dimorfismo sessuale evidente. Nei maschi, infatti, la livrea si presenta dominata dai toni del giallo-verde, più brillante su testa (tranne nuca, vertice e guance, che sono grigi), petto e parte superiore del ventre, mentre nuca, dorso e ali tendono al bruno, più scuro e quasi nerastro proprio sulle ali e sulla coda, con presenza di penne dalle punte brune anche sui fianchi a dare un effetto variegato: il sottocoda è invece bianco. La livrea della femmina è simile a quella del maschio, ma il lipocromo giallo è quasi assente, risultando in toni giallo-verdi molto più sbiaditi in special modo sulla testa, che è di colore grigio scuro. In ambedue i sessi le zampe sono di color carnicino, gli occhi sono di color bruno scuro ed il becco è carnicino anch'esso, ma con tendenza a scurirsi e divenire nerastro nella sua parte superiore.

## Biologia

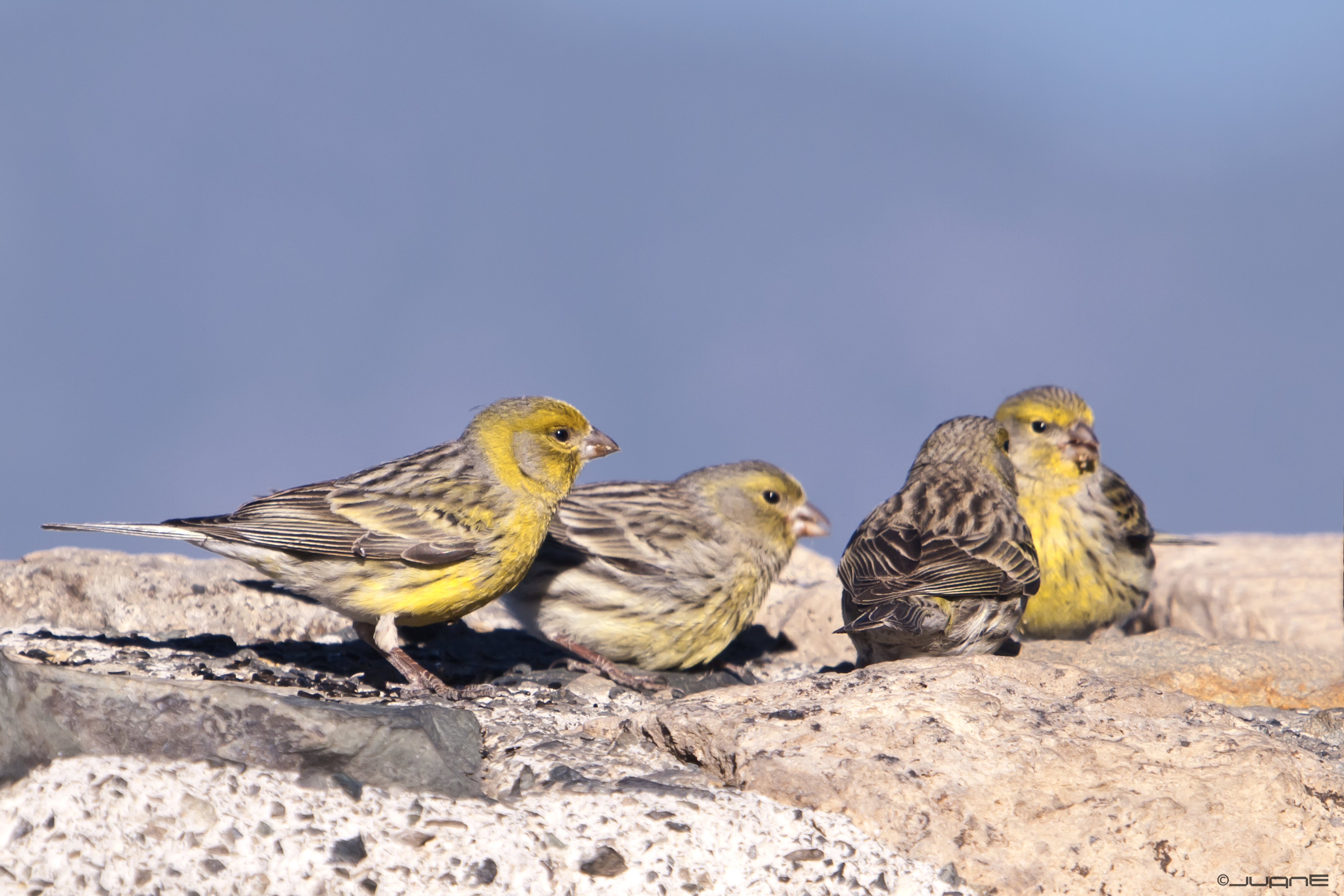
Gruppo di canarini al suolo.

Il canarino è un uccello molto vivace e socievole, che all'infuori della stagione degli amori può essere osservato in gruppetti o in stormi, i quali passano la maggior parte della giornata al suolo, fra l'erba alta o fra i cespugli alla ricerca di cibo, coi vari membri che si tengono in costante contatto fra loro mediante richiami cinguettanti, che diventano più aspri in caso di pericolo.
Il suo canto è un cinguettare argenteo e liquido, che può ricordare quello del venturone.

### Alimentazione

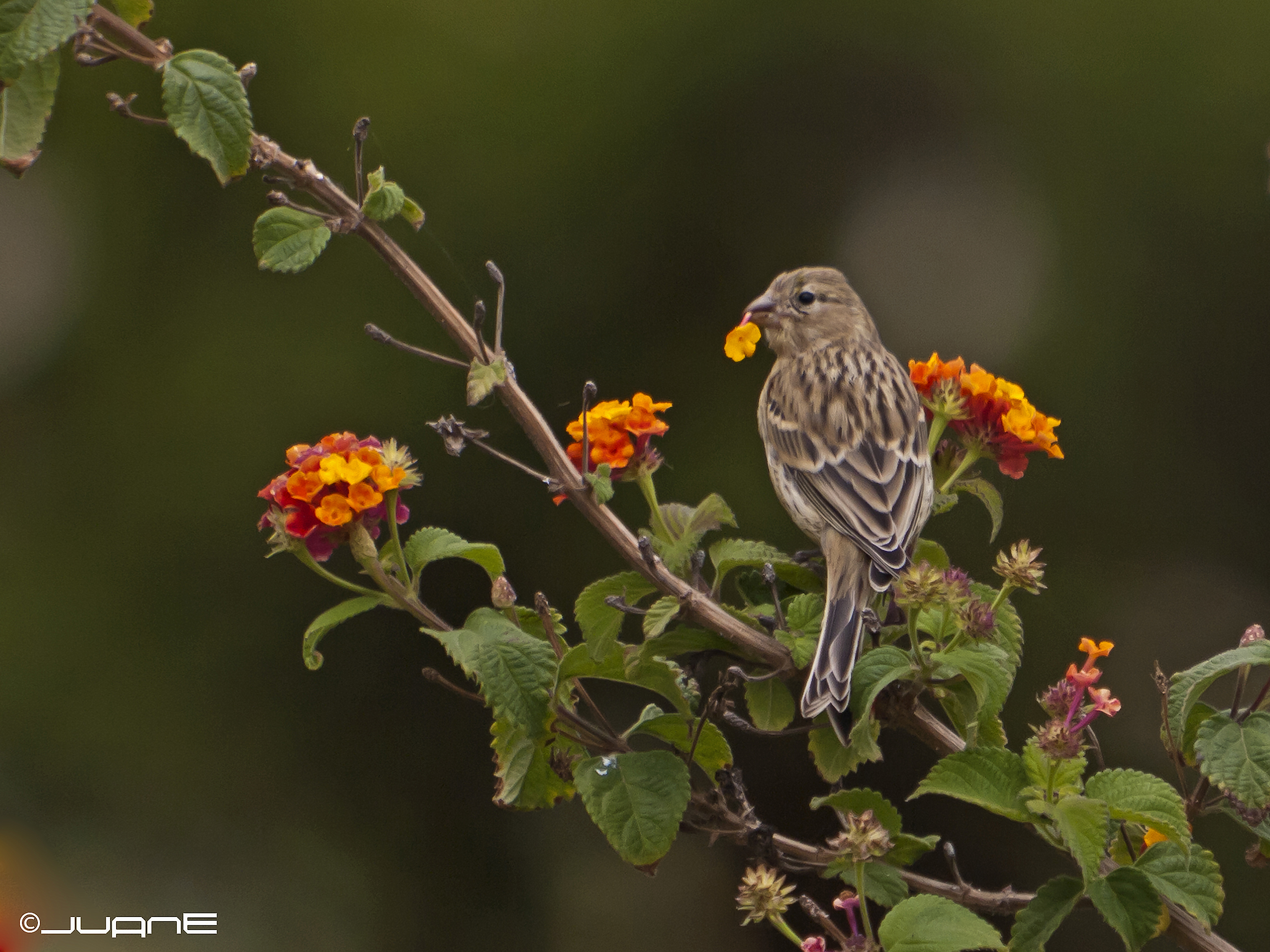
Femmina si nutre da una lantana.

La dieta del canarino è essenzialmente granivora, componendosi per la massima parte di semi di piante erbacee e cespugliose: questi uccelli, inoltre, si nutrono di bacche, frutti, infiorescenze, germogli e foglioline tenere, oltre che (in special modo durante il periodo riproduttivo, quando il fabbisogno energetico aumenta considerevolmente) di piccoli insetti.

### Riproduzione

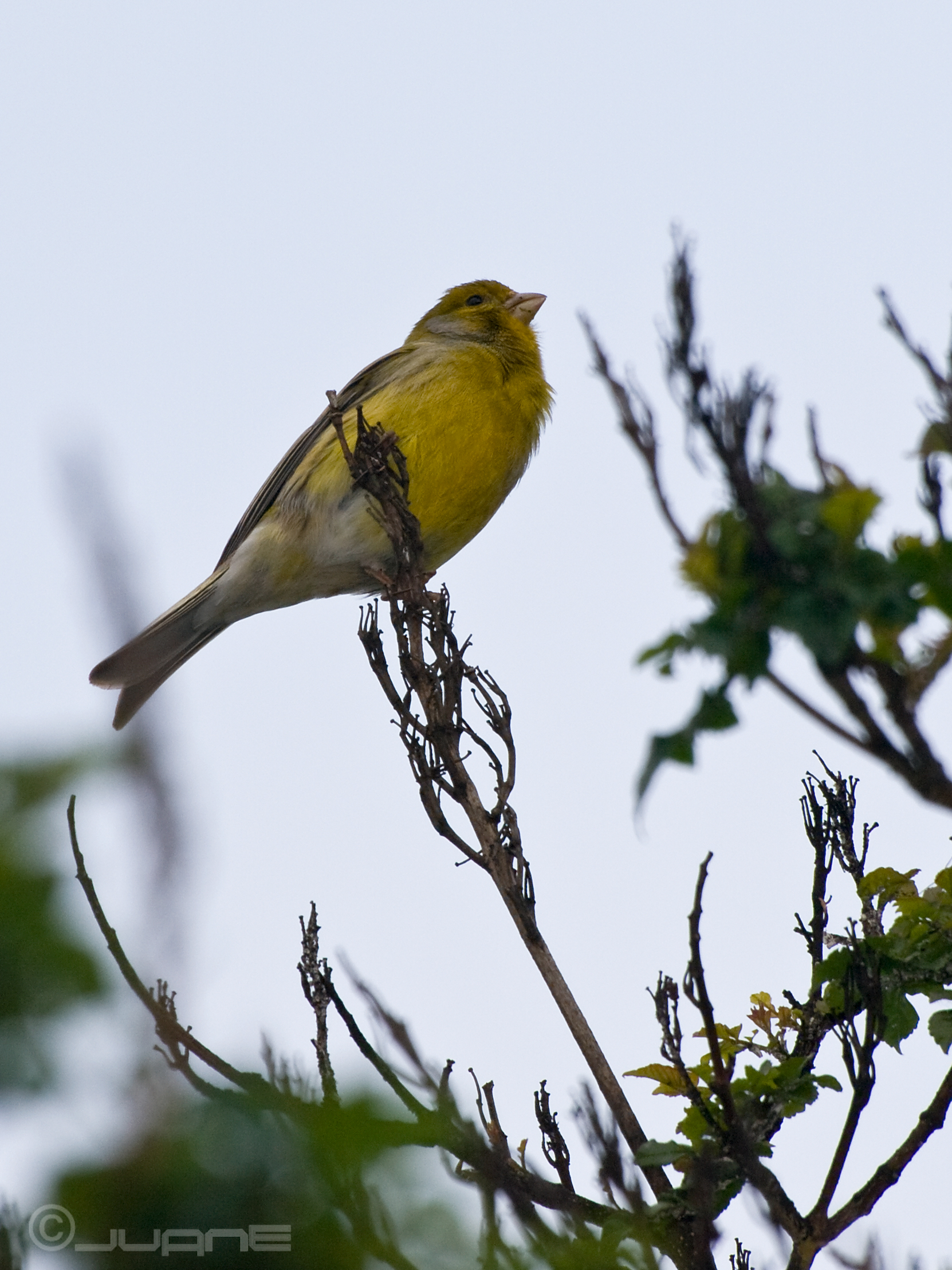
Maschio che canta a Las Palmas.

Si tratta di uccelli monogami, la cui stagione riproduttiva va da gennaio a luglio alle Canarie, da marzo a giugno (con un picco delle schiuse in aprile-maggio) a Madeira e da marzo a luglio (con un picco delle schiuse fra maggio e giugno) alle Azzorre.

I maschi attirano le femmine cantando a squarciagola da posatoi in evidenza (alberi, cespugli, rocce): all'approssimarsi di una potenziale compagna, essi compiono dei voli rituali sfarfallanti e le si avvicinano, al che esse se ricettive si accovacciano per permettere all'accoppiamento di avere luogo.

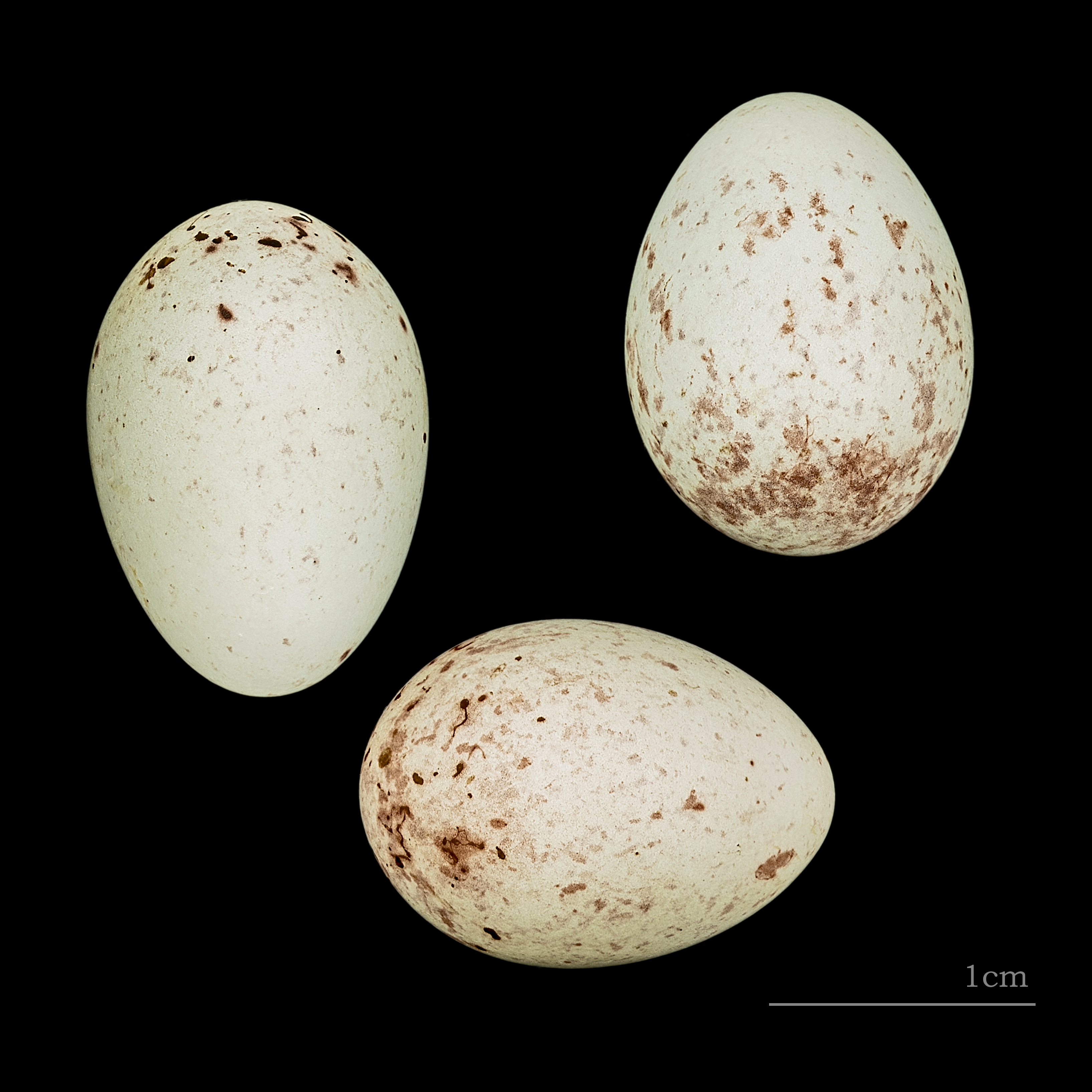
Uova al Museo di storia naturale di Tolosa.

Il nido viene costruito perlopiù dalla femmina (col maschio che talvolta può fornire una piccola parte del materiale da costruzione): esso, a forma di coppa, viene ubicato alla biforcazione o alla punta del ramo di un albero o di un cespuglio (solitamente a 3–4 m di quota, ma a un'altezza che può andare dal metro ai sei metri dal suolo), e si compone di una parte esterna di rametti e fibre vegetali intrecciati, e di una parte interna foderata di materiale più soffice, come muschio, lanugine vegetale o animale e  licheni.

Al suo interno, la femmina depone 2-6 (solitamente 3-4) uova di colore azzurrino, munite di screziature bruno-rossicce concentrate in particolare al polo ottuso: esse vengono covate dalla sola femmina per circa due settimane, col maschio che staziona di guardia nei pressi del nido, cantando frequentemente e scacciando energicamente eventuali intrusi, e si occupa inoltre di reperire il cibo per sé e per la compagna, che viene imbeccata.

I pulli sono ciechi ed implumi alla schiusa: essi vengono imbeccati ed accuditi amorevolmente da ambedue i genitori, e sono in grado d'involarsi fra le due e le tre settimane dalla schiusa, generalmente fra il quindicesimo ed il diciassettesimo giorno di vita. Nonostante ciò, generalmente i giovani non si allontanano definitivamente dal nido prima del mese di vita, dormendo coi genitori (che generalmente stanno portando avanti la covata successiva, essendo i canarini uccelli che si riproducono due o anche tre volte durante l'arco dell'anno se la disponibilità di cibo lo consente) e chiedendo loro l'imbeccata, sebbene sempre più sporadicamente.

## Distribuzione e habitat

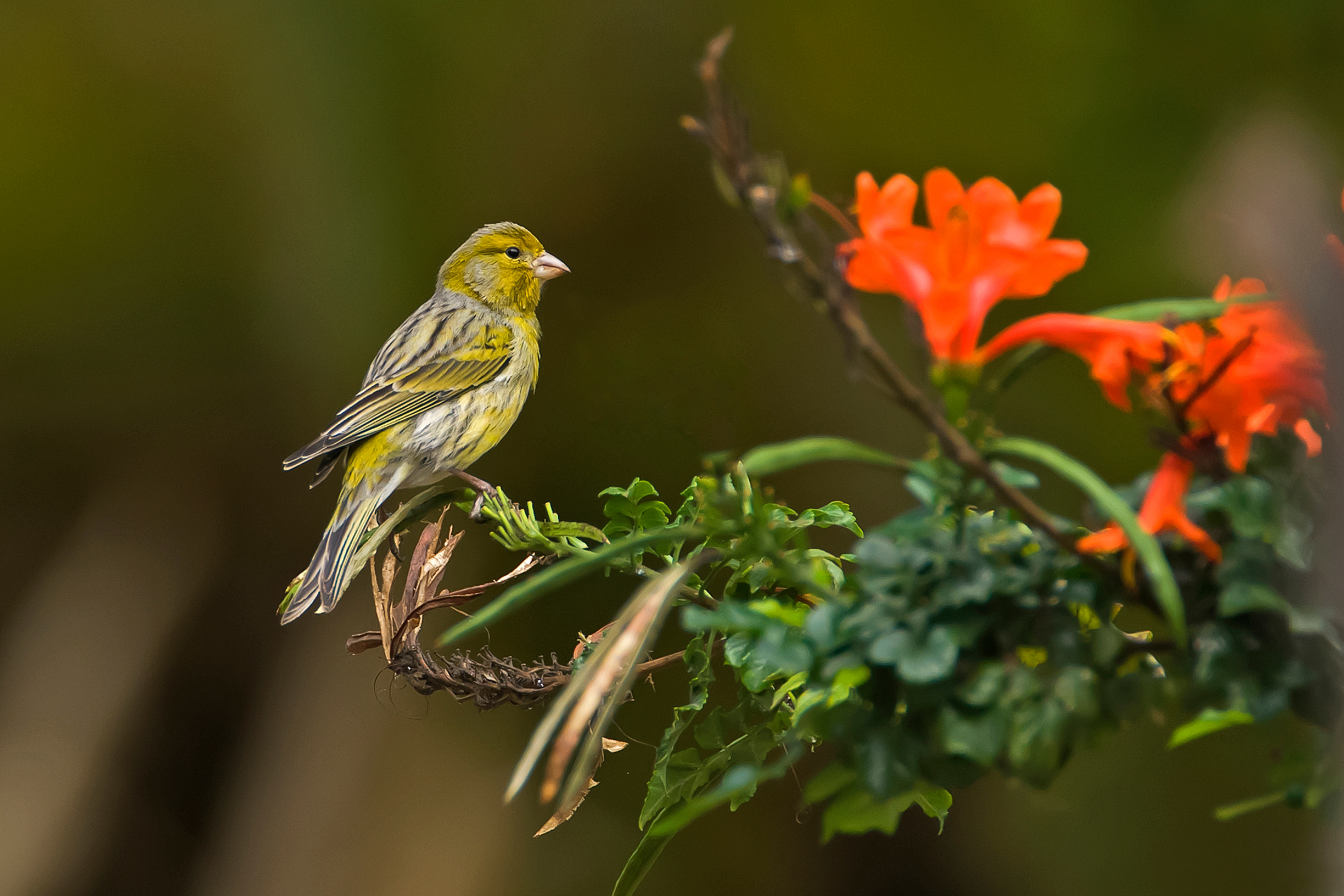
Maschio in natura.

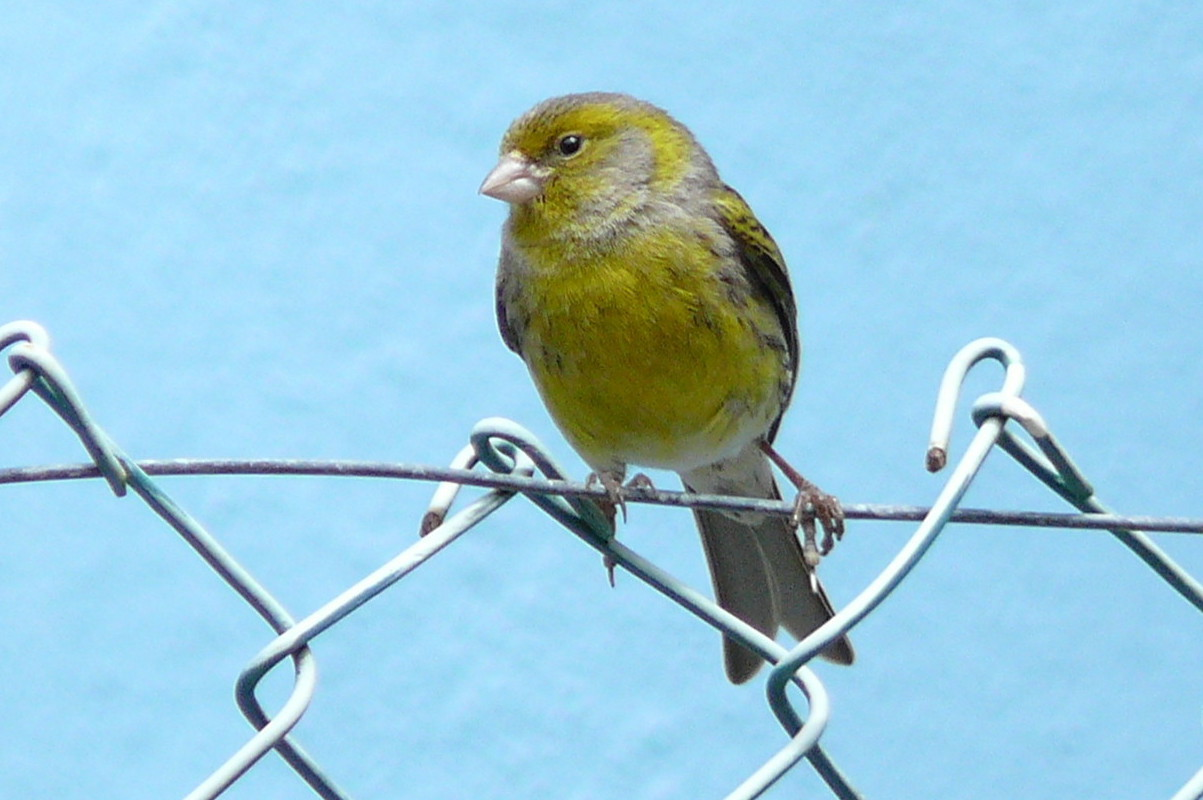
Esemplare in ambiente antropizzato a La Palma.

Come intuibile sia dal nome comune che dal nome scientifico, il canarino abita le isole Canarie, dove lo si può osservare comunemente a Tenerife, La Palma, El Hierro e La Gomera, mentre è comune solo localmente a Gran Canaria e piuttosto raro a Lanzarote e Fuerteventura, dove ha cominciato a risiedere stabilmente solo negli ultimi anni, con l'insediamento di colonie riproduttive.

Oltre che le Canarie (dove è presente con circa 80.000-90.000 coppie), tuttavia, il canarino abita anche Madeira (comprese le vicine Porto Santo e isole Desertas, oltre che con esemplari isolati anche le Isole Selvagge, per un totale di circa 5.000 coppie) e alle Azzorre, dove popola tutte le isole per un totale di 30.000-60.000 coppie: in tal senso, si può affermare che la specie sia endemica della Macaronesia.

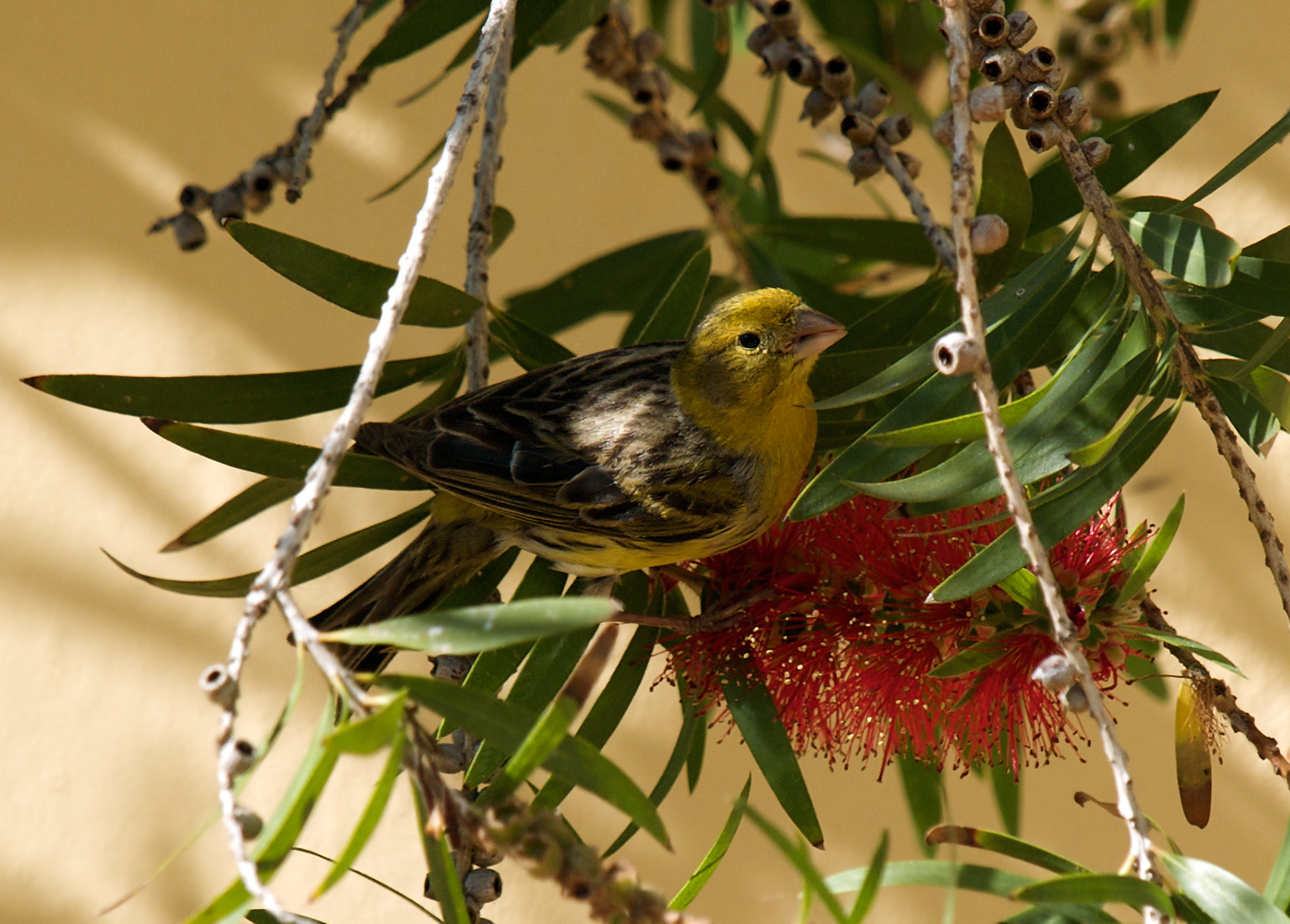
Maschio si nutre a Los Realejos.

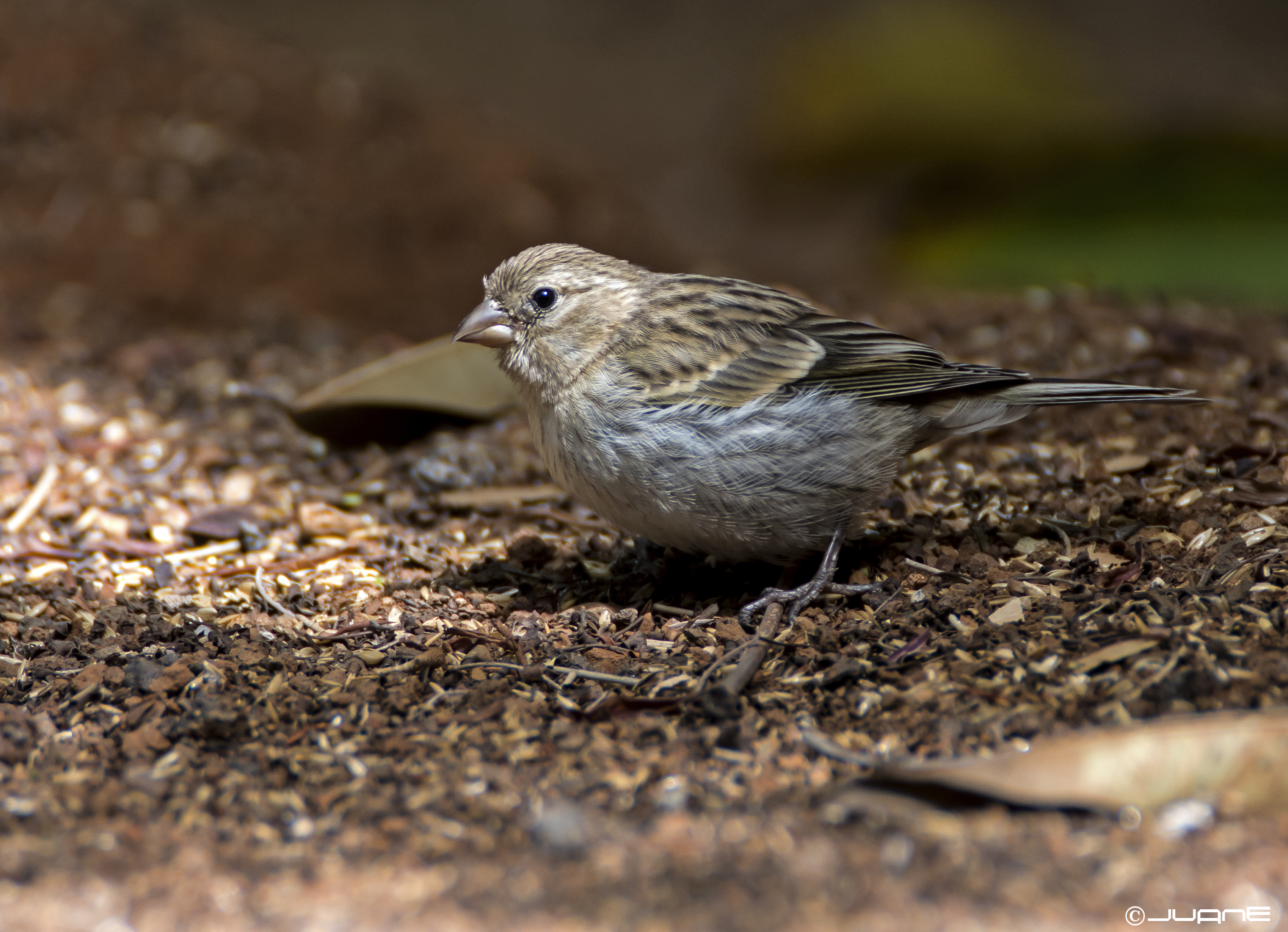
Femmina al suolo in natura.

Oltre che nel suo areale originario, il canarino è stato introdotto con successo in numerosi altri luoghi, dove generalmente si è ambientato con successo: è il caso dell'atollo di Midway, dove è presente fin dal 1911 (mentre i tentativi d'introduzione sul vicino atollo di Kure non hanno dato buon esito) e di Porto Rico, mentre la popolazione di canarini introdotta alle Bermuda nel 1930, sebbene stabilitasi ottimamente ed in crescita, ha sofferto della quasi scomparsa del ginepro locale, scomparendo negli anni '60.
L'habitat originario dei canarini è rappresentato dalla laurisilva con presenza di radure erbose e cespugliose: questi uccelli, tuttavia, si adattano ad una grande varietà di ambienti, dalle dune sabbiose con presenza di cespugli alle pinete, dimostrandosi molto tolleranti alla presenza umana ed anzi eleggendo molto volentieri a propria dimora le piantagioni di alberi da frutto, i giardini ed i parchi delle aree suburbane. Sebbene abitatori delle aree sul livello del mare, questi uccelli possono essere osservati fino a 760 m di quota a Madeira, fino a 1100 m di quota alle Azzorre e ad oltre 1100 m alle Canarie.

## In cattività

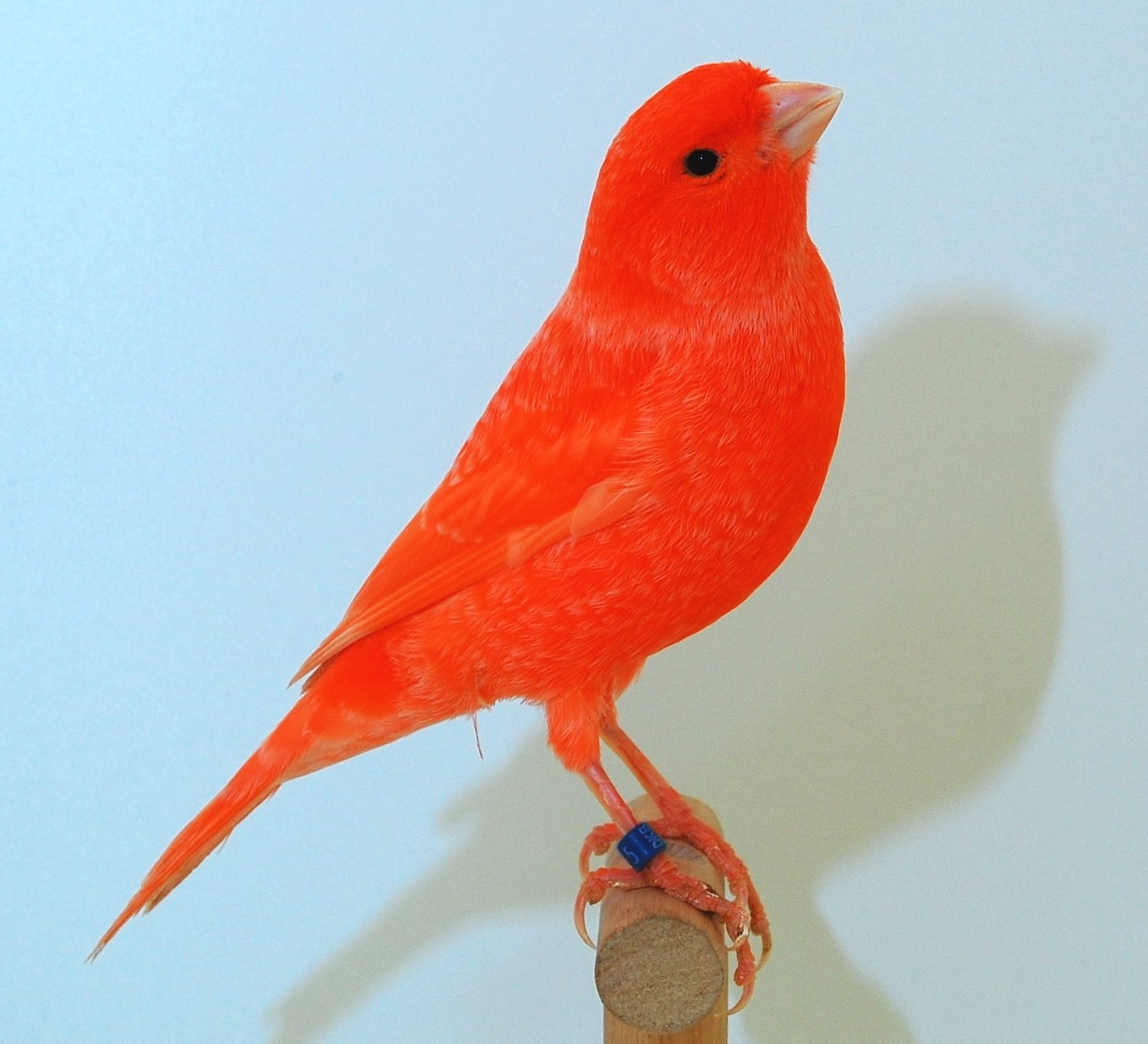
Canarino rosso, ottenuto dall'ibridazione col cardinalino del Venezuela.

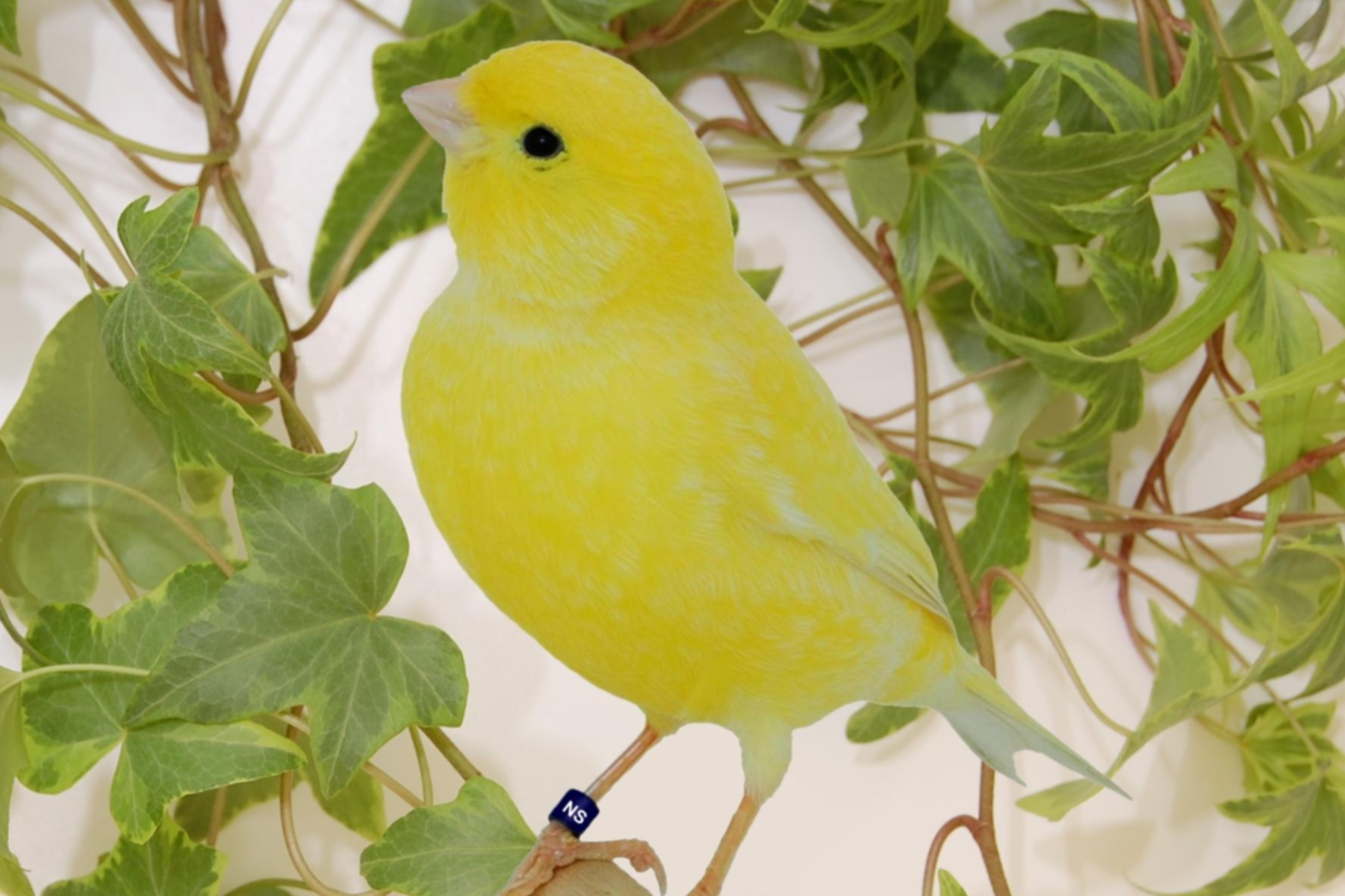
Canarino domestico giallo.

Il canarino selvatico è stato addomesticato dall'uomo almeno dal XVII secolo. Viene allevato come animale da compagnia - generalmente all'interno di gabbie o voliere - da solo, a coppie o piccoli gruppi grazie al comportamento socievole.
A differenza dell'animale selvatico, il canarino domestico è stato selezionato, nel tempo, in centinaia di varietà e di razze diverse, che presentano i colori più svariati con l'esclusione del nero puro e del blu. Sulla base del colore, della qualità del canto e del tipo di piumaggio, i canarini d'allevamento vengono suddivisi in tre gruppi principali: canarini da canto, canarini di colore e canarini di forma e posizione.
L'ibrido tra un cardellino e un canarino si chiama incardellato. Attraverso l'ibridazione con il cardinalino del Venezuela e la conseguente nascita di ibridi, detti F1, è stato possibile trasferire al canarino il colore rosso tipico del cardinalino. Infatti molti di tali ibridi, maschi, sono discretamente fecondi. Altre ibridazioni possono avvenire con quasi tutti i rappresentanti della famiglia alla quale appartiene il canarino. I più comuni, oltre al cardellino, sono gli ibridi di verdone, sterili in alta percentuale, e di verzellino, fertili se maschi.
Fino al XX secolo i minatori erano soliti portare i canarini in miniera per rilevare le fughe di gas.